# Papa Benz
Josef Friedrich „Papa“ Benz (* 19. Oktober 1863 in Gengenbach; † 9. Februar 1928 in München) war ein deutscher Opernsänger (Tenor), Gastwirt, Kabarettdirektor und Bohèmevater.

## Leben

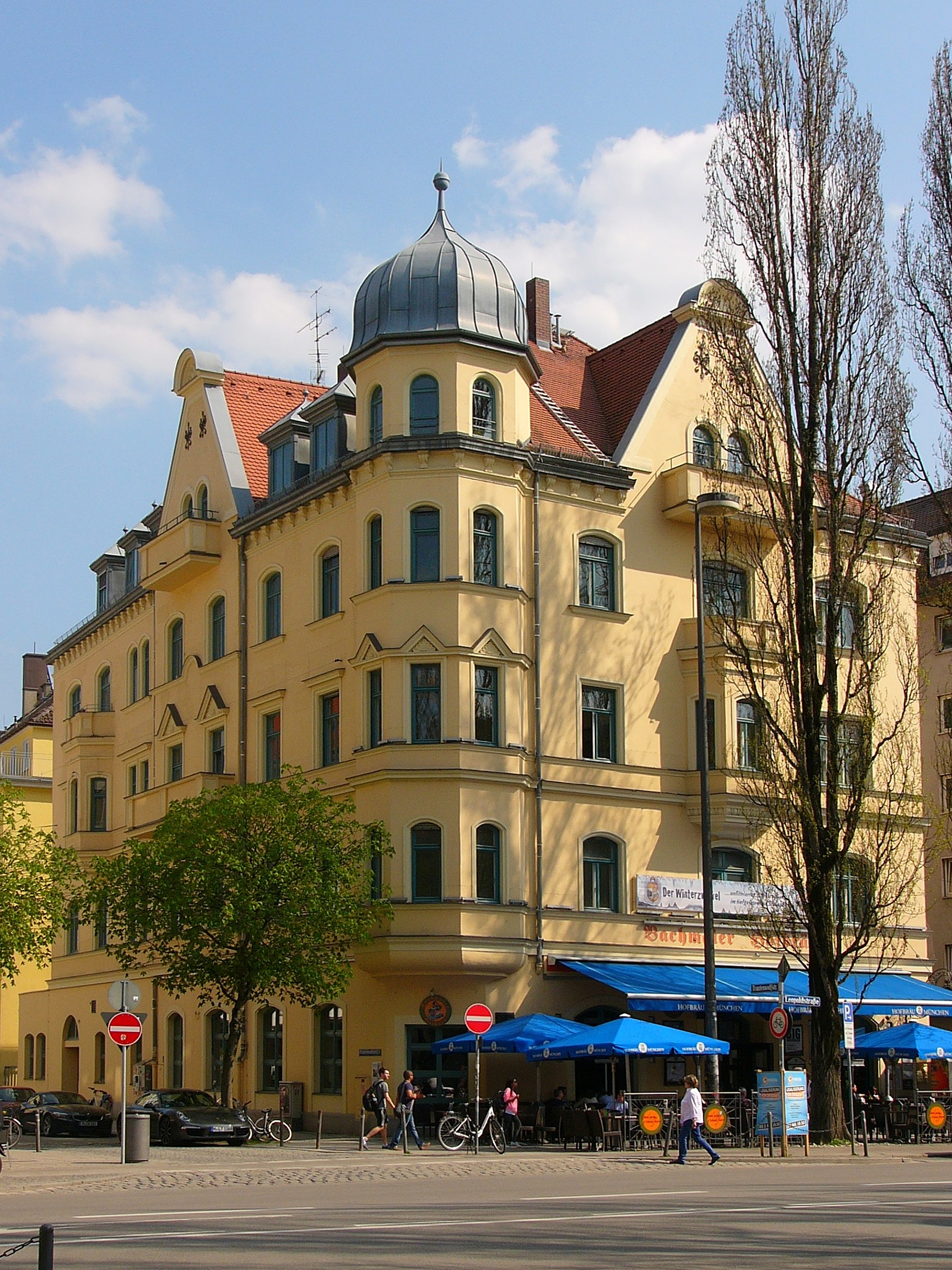
Leopoldstraße 50, ehemals „Café Benz“

Benz, ursprünglich Operntenor und als solcher in Colmar, Regensburg, Hannover und Hamburg aktiv, kam danach 1899 zur Operette nach München ans Theater am Gärtnerplatz und debütierte dort als „Zigeunerbaron“. 1900 zog er sich jedoch von der Bühne zurück und gründete das Café Benz in der Leopoldstraße 50 in München. Dort traten u. a. Elise und Julius Beck, Liesl Karlstadt und Karl Valentin auf.
Verheiratet war er mit der Sängerin Mathilde Benz (1880–1967), seine Tochter war die Schauspielerin Lee Parry (1901–1977).

## Trivia
- Hans Brandenburg beschreibt in seinen Jugenderinnerungen München leuchtete[1] im Kapitel „Gestalten“  Papa Benz, sein Café, hier „Café Leopold“ genannt,  und die illustren Gäste.